# دوبیل
دُبی‌ئِل (از ریشه دبّ در عبری به معنای خرس خدا) فرشته محافظ ایران قدیم است. بر اساس تلمود، دوبیل یکبار به مدت ۲۱ روز وظایف جبرئیل را عهده دار شد (بعد از اینکه بر او پیروز گردید) در زمانی که خدا نسبت به جبرئیل خشمگین شده بود. بعد از اینکه دوبیل در بهشت قدرت گرفت، مأمور محافظت از ایرانیان در برابر تمامی قومهای دیگر گردید.